# Спунер (Висконсин)
Спунер (енгл. Spooner) град је у америчкој савезној држави Висконсин.

## Демографија
По попису из 2010. године број становника је 2.682, што је 29 (1,1%) становника више него 2000. године.
| Група             | 2000.         | 2010.         |
| Белци             | 2.536 (95,6%) | 2.528 (94,3%) |
| Афроамериканци    | 11 (0,4%)     | 7 (0,3%)      |
| Азијати           | 1 (0,0%)      | 19 (0,7%)     |
| Хиспаноамериканци | 32 (1,2%)     | 34 (1,3%)     |
| Укупно            | 2.653         | 2.682         |